# 포에버 다링
포에버 다링(Forever, Darling)은 미국에서 제작된 알렉산더 홀 감독의 1956년 코미디, 판타지 영화이다. 루실 볼 등이 주연으로 출연하였고 데시 아나즈 등이 제작에 참여하였다.

## 출연

### 주연
- 루실 볼
- 데시 아나즈

### 조연
- 제임스 메이슨
- 루이스 칼헌
- 존 에머리
- 존 호이트

## 제작진
- 협력프로듀서: 제리 소프
- 미술: 랠프 버거
- 미술: 앨버트 M. 파이크
- 세트: 에드워드 G. 보일
- 의상: 엘로이즈 젠슨